# Sonchus arvensis
Sonchus arvensis és una espècie de lletsó i una planta medicinal. És endèmica a Euràsia però ha esdevingut subcosmopolita. A Catalunya és relativament rara, i s'ha identificat al nord-est del prepirineu. A la regió del Grans Llacs d'Amèrica del Nord on va aparèixer el 1865 es considera una espècie invasora a la regió del Grans Llacs d'Amèrica del Nord on va aparèixer el 1865.
És una planta perenne de fulles suaus, irregulars i lobulades que envolten la tija (fulles amplexicaules), arriba a fer 150 -200 cm de llargada. Té les flors grogues i totes elles són ligulades. Floreix de juny a setembre (de vegades fins a octubre). Els fruits són aquenis amb papus.
Segons la medicina popular aquesta planta és antiinflamatòria, sedant i expectorant. És comestible i s'aprofiten les fulles (joves) i les arrels (com substitut del cafè). Les fulles contenen sals minerals i vitamina C (47 mg de vitamina C per 100 g de producte cru, mentre les proteïnes són el 2% del pes sec).

## Galeria

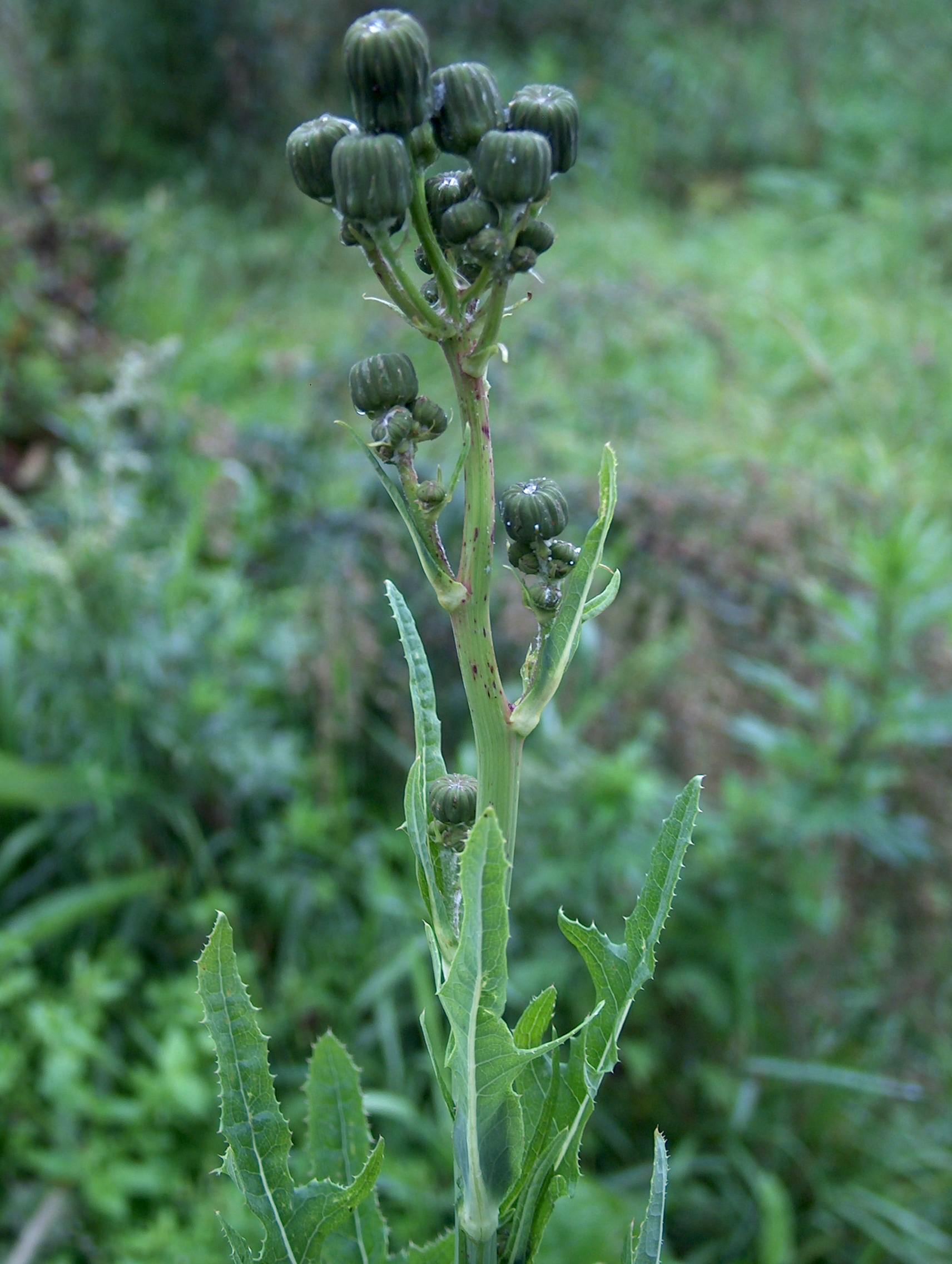
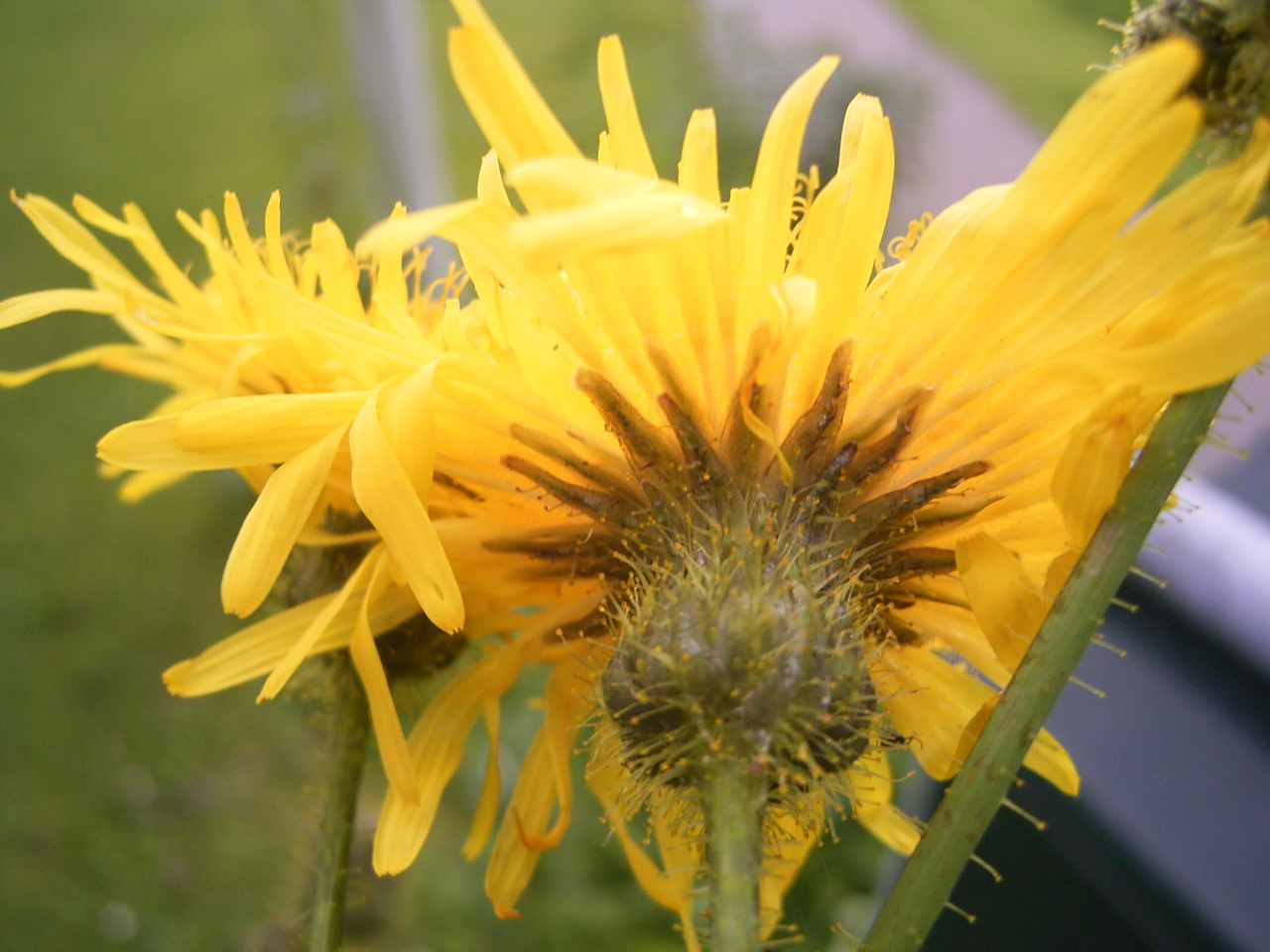
Flor
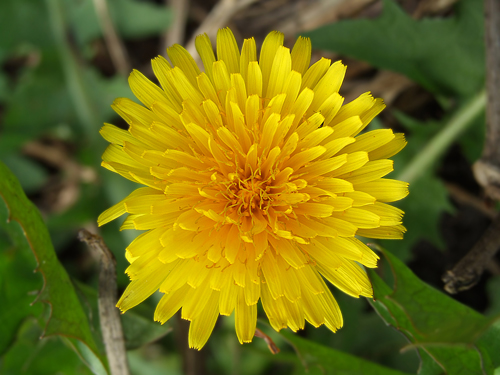
Flor
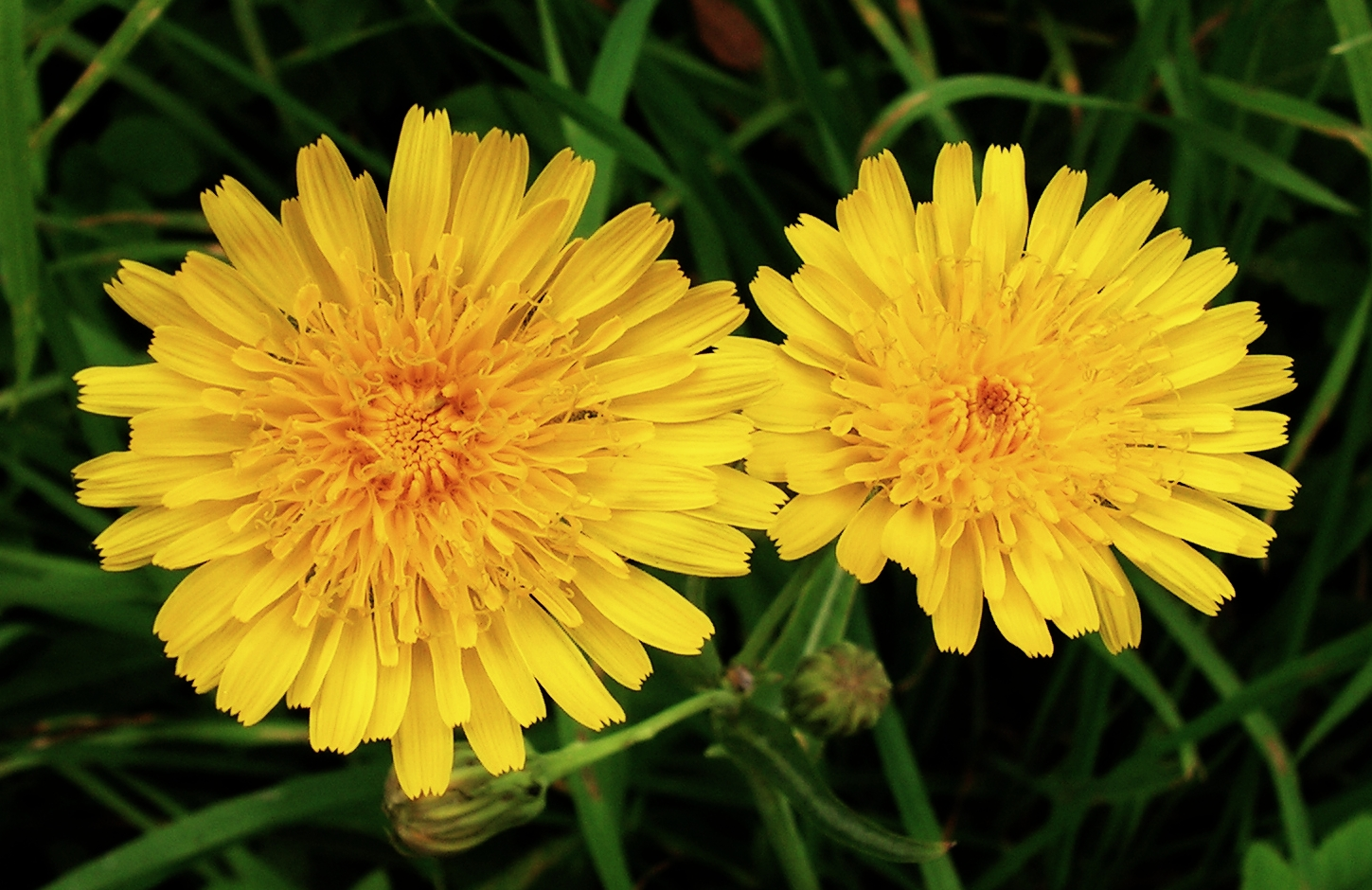
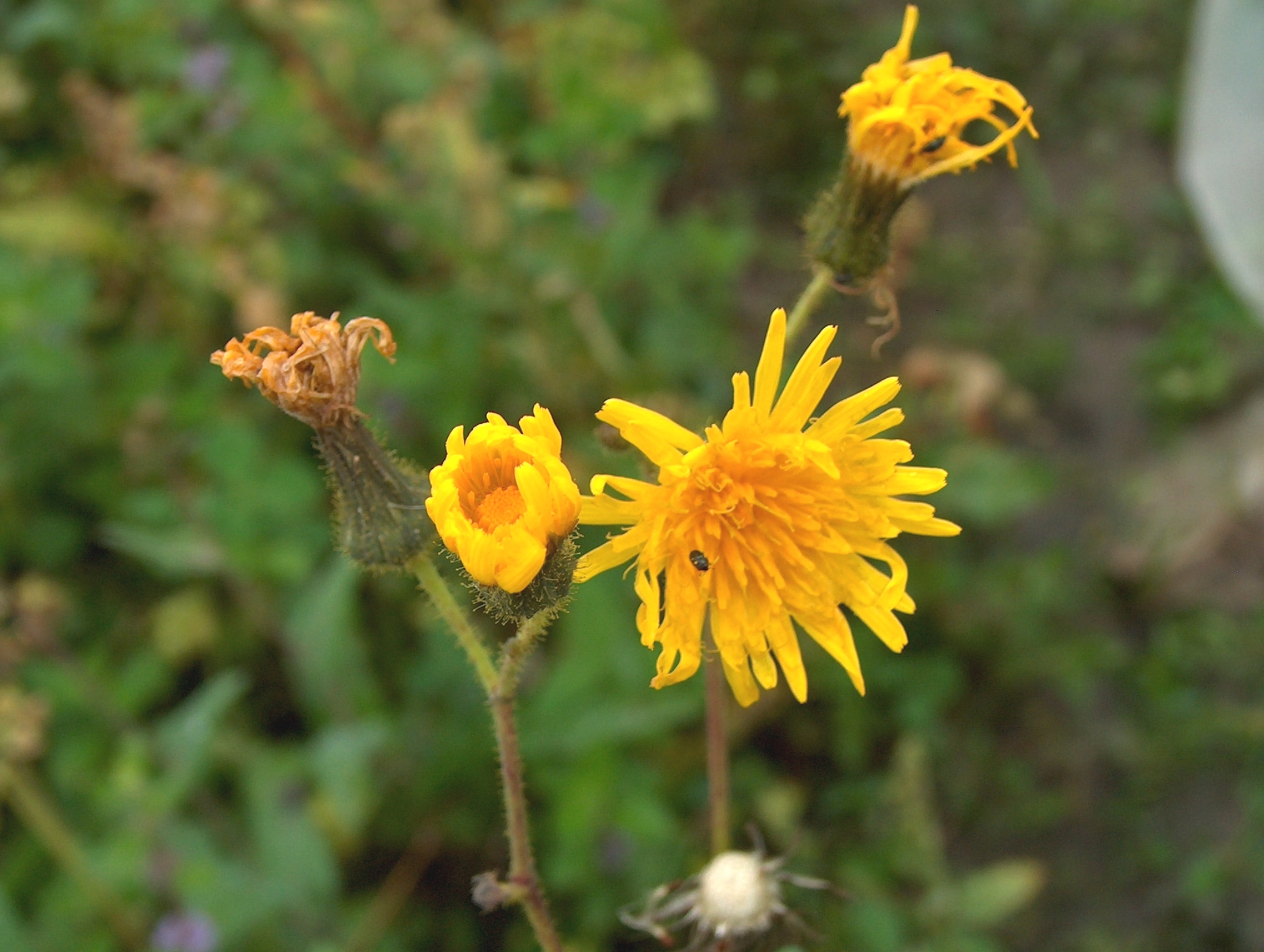
Inflorescència - Kerava, Finlàndia